# Max Kasper
Max Kasper (* 1934 in Chur; † Februar 2008 in Zürich) war ein Schweizer Architekt und Hochschullehrer.

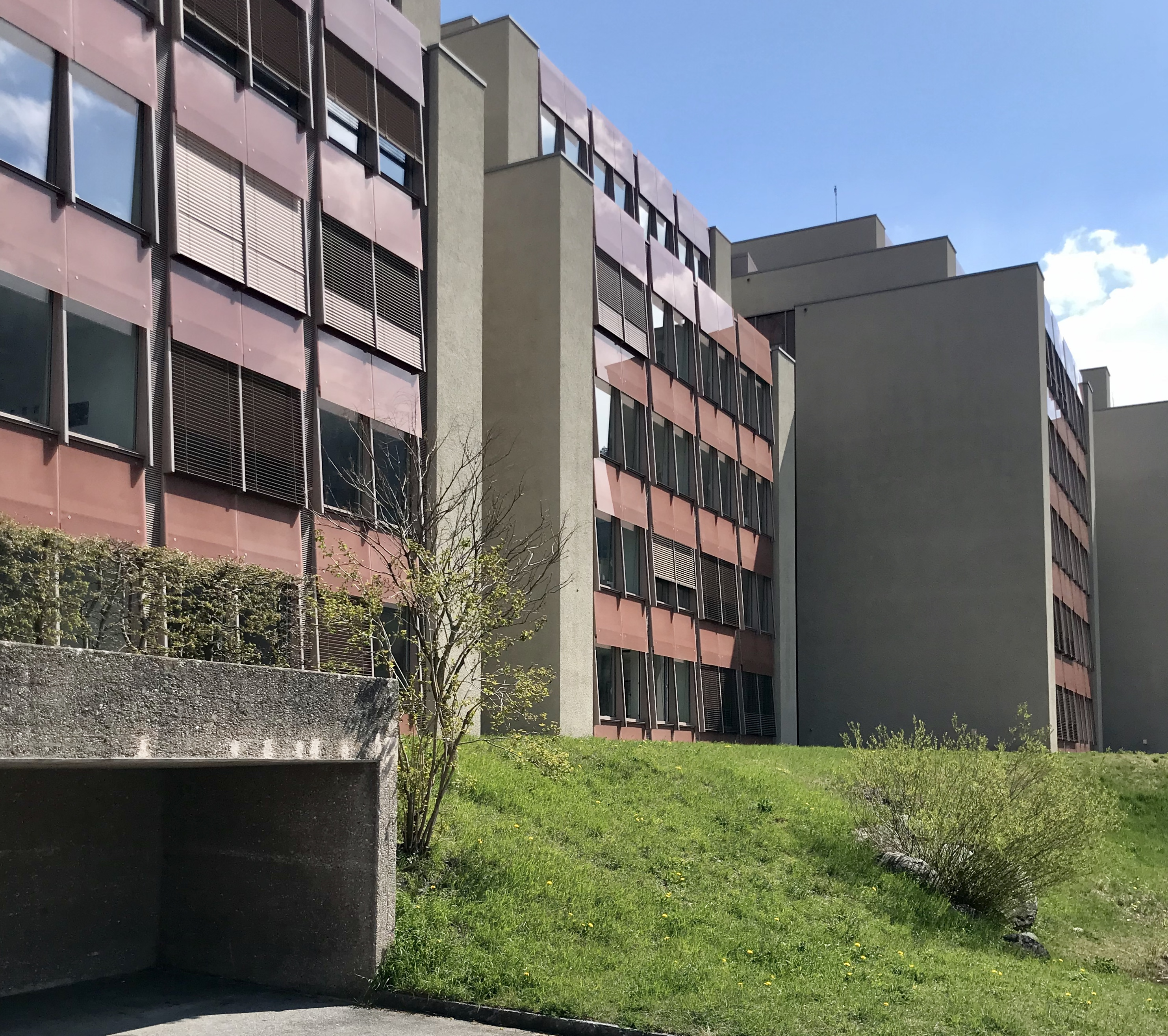
Bündner Kantonsschule, Chur

## Werdegang
Max Kasper besuchte die Mittelschule in Chur. Anschliessend studierte er Architektur an der Eidgenössischen Technischen Hochschule Zürich. Er war als wissenschaftlicher Assistent an der ETH tätig und gründete 1961 mit Peter Thomann und Hans Bosshard das Architekturbüro KTB in Zürich. 1973 gewann dieses in einem Wettbewerb den Auftrag für eine Überbauung, wovon der erste Abschnitt gebaut wurde – Reihenhauszeile und Mehrfamilienhaus – doch dann stockte die Planung und das Büro löste sich auf. Als Dreissigjähriger erhielt Kasper seinen ersten Wettbewerbszuschlag: Die Bündner Kantonsschule in Chur.
Max Kasper zählt neben Thomas Domenig, Robert Obrist, Monica Brügger, Andres Liesch sowie Hans-Peter und Christian Menn zu den wichtigsten Vertretern der Nachkriegsmoderne im Kanton Graubünden.
Lehrtätigkeit
Max Kasper war neben Ulrich Julius Baumgartner während zwei Jahrzehnten als Professor am Technikum Winterthur tätig. 1973 wurde er in den Bund Schweizer Architekten berufen.

## Bauten

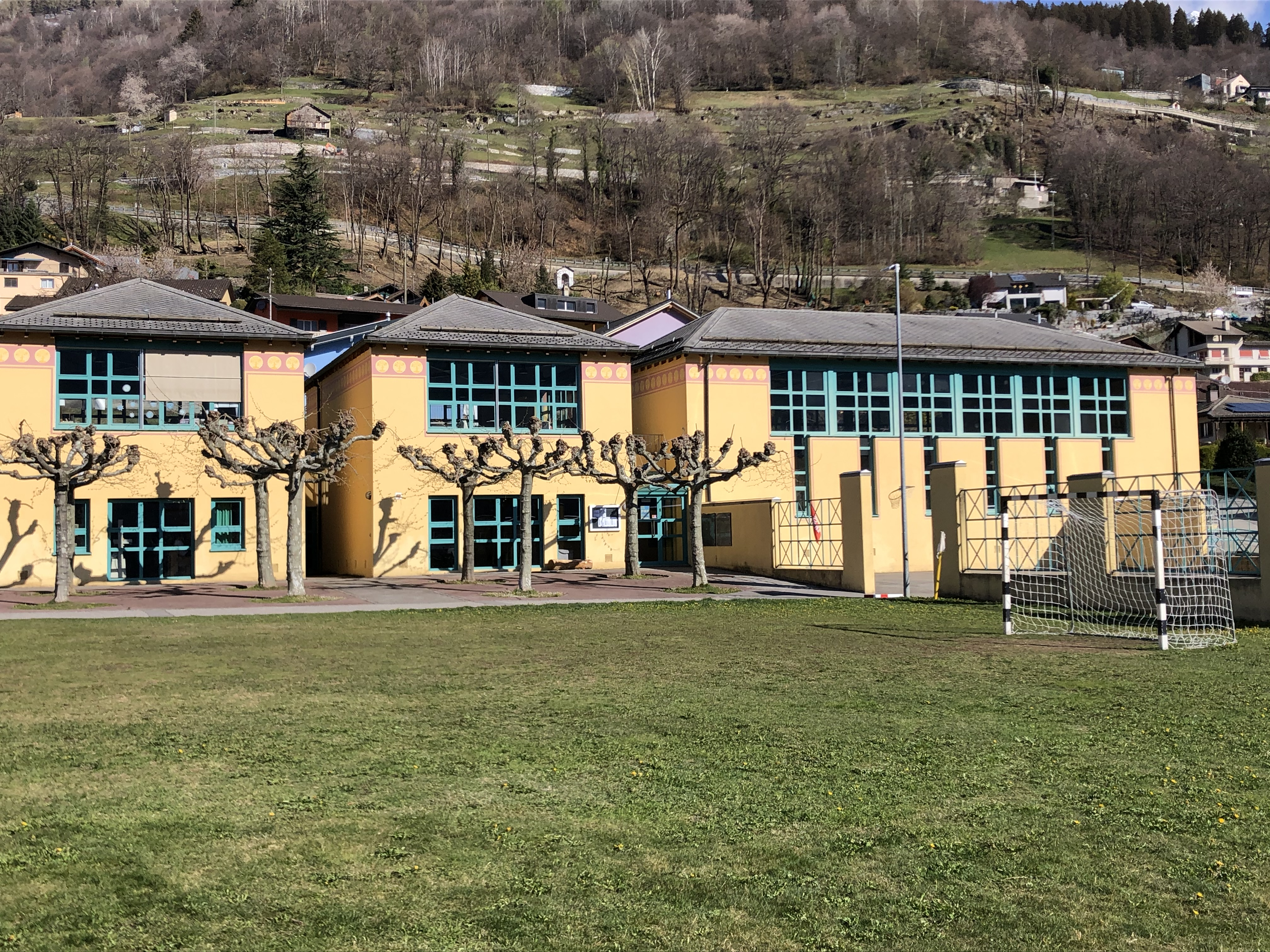
Primarschule Castaneda

Bei seinen frühesten Wohn- und Gewerbebauten verwendete Kasper vor allem natürliche Baustoffe, die für sich sprechen sollten. Bei der Bündner Kantonsschule, als typischer Bau der Nachkriegsmoderne, plante er eine Tragstruktur aus Beton und Fassaden aus Glas und Cortenstahl. Bei der Grundschule in Castaneda liess er sich mit einer betont geometrischen Anlage von der «Tessiner Tendenza» des Mario Botta inspirieren.
Partner bei KTB

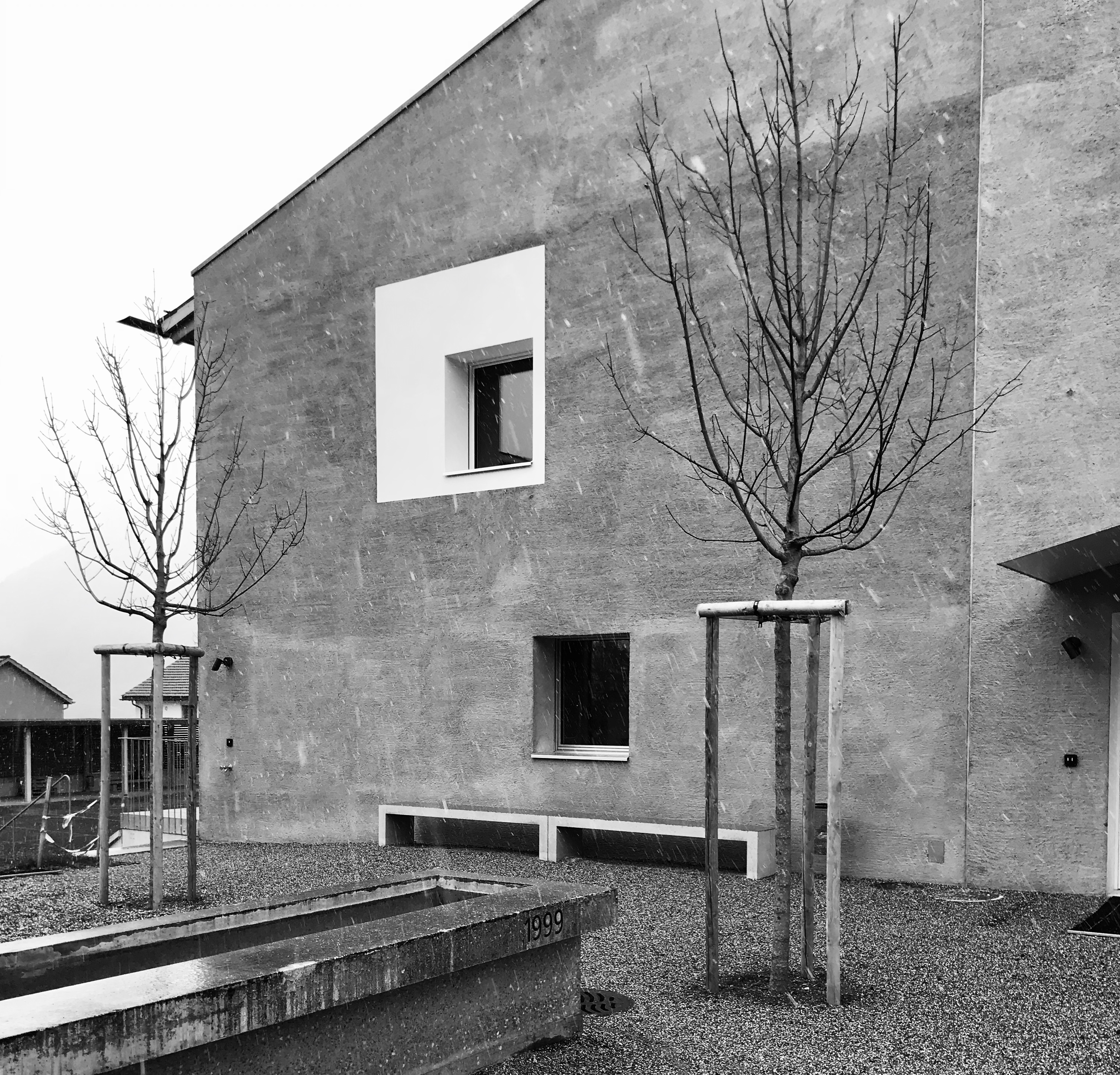
Mehrzweckhalle, Fläsch

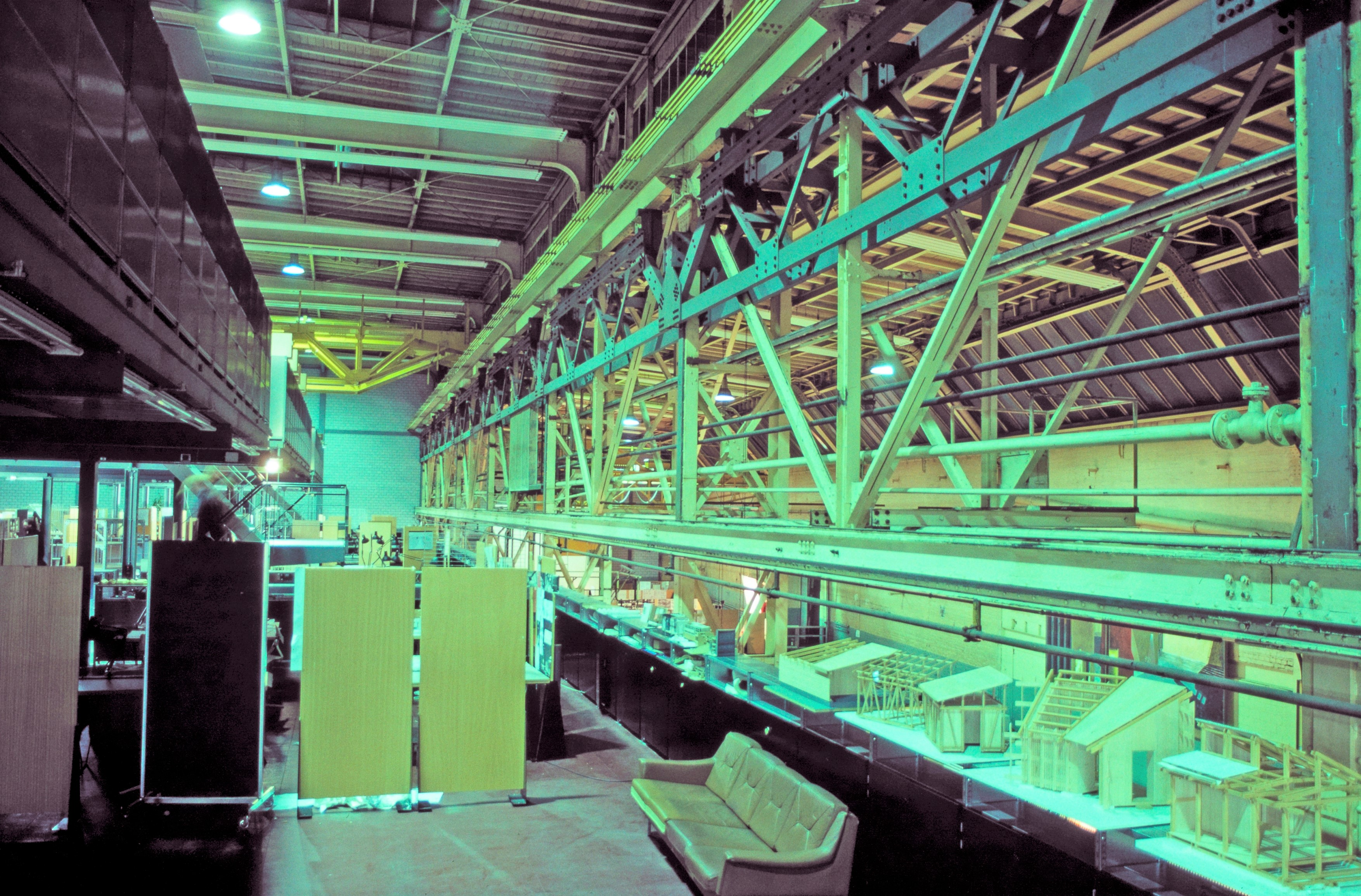
Halle 180 Sulzerareal, Winterthur

- 1973: Überbauung, Adliswil – 1. Bauabschnitt (Reihenhauszeile und Mehrfamilienhaus), mit Otto Zollinger[6]

Eigene Bauten
Kasper baute Schulen und Mehrzweckhallen in Linthal, Thusis und Malans.
- 1963–1972: Bündner Kantonsschule, Chur.[8] mit Ingenieur Christian Menn (2007–2010 saniert von Jüngling & Hagmann)[9]
- nach 1970: Mehrzweckhalle, Fläsch.[10] (saniert und erweitert von Bearth Deplazes)[11]
- 1976: Green Henry Lodg, Fläsch[12]
- 1977–1980: Ferienwohnanlage, Scuol mit Edy Toscano (verändert)
- 1981–1982: Primarschule Castaneda mit Edy Toscano[13][14]
- 2001–2004: Erweiterung Klinik Beverin, Thusis, mit Landschaftsarchitekt Günter Vogt und Künstler Hans Danuser.[15][16]
- 2004–2007: Umbau des Gebäudes 180 auf dem Sulzer-Areal in Winterthur zur ZHAW Architektur und Gestaltung, zusammen mit Max Bosshard, Hermann Eppler und Mäder + Mächler Architekten.[17]

## Ehrungen und Preise
- 1974: Bündner Kantonschule wurde für seine farbige Gestaltung ausgezeichnet
- 1987: Auszeichnung für gute Bauten Graubünden für die Grundschule Castaneda[18]
- 2019: Im Rahmen der Kampagne «52 beste Bauten – Baukultur Graubünden 1950–2000» erkor der Bündner Heimatschutz das von Max Kasper 1982 entworfene Schulhaus in Castaneda als eines der besten Bündner Bauwerke[18]
- Grundschule Castaneda ist ein Kulturgut von Castaneda

## Ausstellungen
- Zwölf Bündner Bauten der Siebziger- und Achtzigerjahre, Stadtgalerie Chur des Schweizerischen Werkbundes.[19]